# کانگوکی (استان پودلاسکی)
کانگوکی (به لهستانی:  Kaniuki) یک روستا در لهستان است که در گمینا زابوودوو واقع شده‌است. کانگوکی  ۱۴۰ نفر جمعیت دارد.